# 52 (numero)
Cinquantadue (cf. latino quinquaginta duo, greco δύο καὶ πεντήκοντα) è il numero naturale dopo il 51 e prima del 53.

## Proprietà matematiche
- È un numero pari.
- È un numero composto e ha i seguenti divisori: 1, 2, 4, 13, 26 e 52. Poiché la somma dei divisori (escluso il numero stesso) è 46 < 52 è un numero difettivo.
- È un numero decagonale.
- È un numero noncototiente.
- È un numero intoccabile, non essendo la somma dei divisori propri di nessun altro numero.
- È un numero di Bell.
- È un numero congruente.
- È un numero odioso.
- È la somma di due quadrati, 52 = 42 + 62.
- È un numero palindromo nel sistema di numerazione posizionale a base 3 (1221), a base 5 (202) e in quello a base 12. In quest'ultima base è anche un numero a cifra ripetuta (44).
- È un numero ondulante nel sistema posizionale a base 5 (202).
- È parte delle terne pitagoriche (20, 48, 52), (39, 52, 65), (52, 165, 173), (52, 336, 340), (52, 675, 677).

## Astronomia
- 52P/Harrington-Abell è una cometa periodica del sistema solare.
- 52 Europa è un asteroide della fascia principale del sistema solare.
- NGC 52 è una galassia spirale della costellazione di Pegaso.

## Astronautica
- Cosmos 52 è un satellite artificiale russo.

## Chimica
- È il numero atomico del tellurio (Te).

## Simbologia

### Smorfia
- Nella smorfia il numero 52 è la mamma.

### Giochi
- 52 sono le carte da gioco (tredici per ogni seme).

## Convenzioni

### Calendario
- Un anno ha cinquantadue settimane.

## Musica
- Un pianoforte ha cinquantadue tasti bianchi (per le note della scala di do maggiore).